# Adam Hradilek
Adam Hradilek (* 1976 Praha) je český historik zabývající se novodobou historií, publicista, odborník na sovětské pracovní tábory a zahraniční protesty proti okupaci Československa v roce 1968, spolupracovník ruského sdružení Memorial. Pracuje v Ústavu pro studium totalitních režimů v Praze, zaměřuje se na perzekuci československých občanů v Sovětském svazu a na orální historii.

## Život
V letech 1998–2002 studoval na Univerzitě Karlově v Praze na Fakultě humanitních studií bakalářský obor Studium humanitní vzdělanosti, v roce 2017 ukončil studium oboru Historie na Technické univerzitě v Liberci na Fakultě přírodovědně-humanitní a pedagogické. Studijně pobýval v Kanadě (Westmount High school Montreal) a USA (Fulbrightovo stipendium na Columbia University).
Od středoškolských studií spolupracoval s nevládními organizacemi, v roce 2002 pracoval v organizaci Člověk v tísni, věnoval se osudu romských obětí holokaustu. Od roku 2004 se zúčastňuje volebních pozorovatelských misí OBSE, zejména na Ukrajině. V letech 2004–2009 v Agora Central Europe působil jako školitel debatního umění na gymnáziích v České republice a porotce soutěže Cesta do parlamentu. Jako redaktor pracoval v letech 2006–2008 v občanském sdružení Post Bellum, v letech 2007–2008 v Českém rozhlase externě spolupracoval na dokumentárním pořadu Příběhy 20. století. Od roku 2008 spolupracuje se Study Abroad International mimo jiné jako školitel terénního výzkumu a orální historie, od téhož roku působí v Ústavu pro studium totalitních režimů (ÚSTR), nejprve jako vedoucí orálně-historické skupiny, následně jako vedoucí projektu Čechoslováci v Gulagu. Od roku 2011 několik let spolupracoval s organizací Člověk v tísni na projektu Příběhy bezpráví a na publikaci Naše normalizace. V letech 2011–2015 koordinoval v České republice pro United States Holocaust Memorial Museum orálně-historický projekt Nežidovští svědkové holokaustu. Od roku 2011 vede výzkum v ukrajinských a ruských archivech k tématu perzekuce českých občanů v SSSR, od roku 2016 je koordinátorem digitalizaci dokumentů KGB k Historii na Ukrajině. 25. srpna 2018 se v Moskvě zúčastnil pietního shromáždění k výročí protestu proti okupaci na Rudém náměstí. Po návratu do České republiky uspořádal ve spolupráci s Post Bellum sbírku ve prospěch osob zatčených během pietního shromáždění. V roce 2018 a 2019 se v Praze a následně v Moskvě zúčastnil Česko-ruského fóra, kde vystoupil na obranu pronásledovaných historiků v Rusku a zasazoval se o zpřístupnění dokumentů týkajících se perzekvovaných krajanů sovětským režimem.
Novinové články publikoval především v týdeníku Respekt, zde společně s Petrem Třešňákem uveřejnil také článek Udání Milana Kundery, a v revue Paměť a dějiny. Název jeho článku Osm statečných se stal synonymem pro skupinu protestujících na Rudém náměstí v Moskvě. Na základě rozhovorů s protestujícími vydal publikaci Za vaši a naši svobodu. V roce 2019 uveřejnil studii Neskutečný příběh Věry Sosnarové, ve které doložil, že v gulagu nebyla.
Podílel se na řadě dokumentárních pořadů Českého rozhlasu a České televize, mimo jiné jako spolutvůrce třídílného dokumentárního cyklu Marty Novákové Čechoslováci v gulagu, který byl oceněn hlavní cenou dokumentárního filmu roku 2019.
Spolupodílel se na několika výstavách, například Židé v Gulagu, Za vaši svobodu 1968–2018, která byla vystavena v Praze, Washingtonu, Moskvě a Kyjevě.

## Dílo

#### Monografie – výběr
- DVOŘÁK, Jan – HRADILEK, Adam. Židé v Gulagu: sovětské pracovní a zajatecké tábory za druhé světové války ve vzpomínkách židovských uprchlíků z Československa. ÚSTR, Praha, 2017. ISBN 978-80-87912-93-5
- DVOŘÁK, Jan – FORMÁNEK, Jaroslav – HRADILEK, Adam: Čechoslováci v gulagu. Životní osudy krajanů postižených politickými represemi v Sovětském svazu. Edice ČT – ÚSTR, Praha 2017. ISBN 978-80-7404-235-5, ISBN 978-80-87912-78-2
- DVOŘÁK, Jan – FORMÁNEK, Jaroslav – HRADILEK, Adam: Čechoslováci v gulagu II. Životní osudy krajanů postižených politickými represemi v Sovětském svazu. Edice ČT – ÚSTR, Praha 2018. ISBN 978-80-7404-311-6
- DVOŘÁK, Jan – FORMÁNEK, Jaroslav – HRADILEK, Adam: Čechoslováci v gulagu III. Životní osudy krajanů postižených politickými represemi v Sovětském svazu. Edice ČT – ÚSTR, Praha 2019. ISBN 978-80-7404-328-4

#### Výzkumné projekty – výběr
- 2008 Columbia University, Fulbrightovo stipendium – natáčení pamětníků československých totalitních režimů žijících v USA
- od 2008 Paměť a dějiny totalitních režimů – vedoucí projektu
- 2008–2010 Zahraniční účastníci protestů proti okupaci Československa v roce 1968 – vedoucí projektu
- 2014–2017 Čechoslováci v Gulagu – vedoucí projektu[19]
- 2018–2020 Dokumentace politických represí v Sovětském svazu – vedoucí projektu[20]
- 2021-2023 Čechoslováci v Gulagu. Dokumentace politických represí v Sovětském svazu – vedoucí projektu[20]

#### Studie v odborných periodikách a sbornících – výběr
- HRADILEK, Adam: Osudová mise Moravcova kurýra. Příběh plukovníka letectva ve výslužbě Miroslava Dvořáčka. Paměť a dějiny, 2009, roč. 3, č. 1, s. 72–85.
- DVOŘÁK, Jan – HRADILEK, Adam: Když pochopíte, nebude váš osud tak bolestný. Učitel Bezděk v soukolí totalitních režimů. Paměť a dějiny, 2011, roč. 5, č. 4, s. 89–107.
- HRADILEK, Adam: Karel Vaš v SSSR. Vězněm a spolupracovníkem Národního komisariátu vnitřních záležitostí [NKVD]. Paměť a dějiny, 2012, roč. 6, č. 3, s. 72–88.
- DVOŘÁK, Jan – HRADILEK, Adam: Perzekuce československých Židů v Sovětském svazu za druhé světové války. Historie – Otázky – Problémy, 2013, roč. 5, č. 1, s. 105–120.